# البطولات الوطنية الأمريكية 1967 (كرة مضرب)
قائمة بالأبطال في 1967 البطولات الوطنية الأمريكية لكرة المضرب (المعروفة الآن باسم أمريكا المفتوحة):

## الكبار

### فردي رجال
جون نيوكومب هزم  كلارك غرايبنر 6-4 6-4 8-6

### فردي سيدات
بيلي جين كينغ هزم  آن هايدون جونس 11-9, 6-4